# زهارة نواوي
زهارة بنتي نواوي (بالملايوية: Zaharah binti Nawawi)‏، (5 آيار/مايو 1940 - 31 آيار/مايو 2022) روائية وصحفية ومحررة ماليزية. لقد فازت بجائزة كتاب جنوب شرق آسيا ‏ عام 1996 عن روايتها أنجيراه.

## النشأة
ولدت زهرة نواوي في 5 آيار/مايو 1940 في كامبونج باريت جاوا، المنطقة الرابعة، باتو باهات، بولاية جوهر. أكملت الصف السادس في مدرسة الملايو كامبونج باريت جاوا المنطقة الرابعة في عام 1952. بدأت زهارة الكتابة في عمر 12 عامًا. قامت بتدريس اللغة الماليزية في المدارس الوطنية الصينية في يونغ بينغ منذ عام 1957 إلى عام 1961.

## الحياة المهنية
من عام 1968 إلى عام 1976 كانت عضوًا في هيئة تحرير مجلة وانيتا، وكانت عضوًا في مؤتمر محرري المجلات النسائية في عامي 1975 و1976. نُشرت روايتها الأولى، قبل نهاية الربيع، عام 1972. عملت كصحفية في أوتسون مليسيا لصحيفة الأحد للجريدة الماليزية الأسبوعية وكانت رئيسة تحرير مجلة ماستيكا بين عامي 1975 و1976.
عملت في شركة نشر بريتا، وهي شركة تابعة لمجموعة نيو سترايت تايمز، كانت نواوي محررة عامة للنشر باللغة الماليزية من عام 1976 إلى عام 1985. وفي عامي 1985 و1986 كانت مديرة التحرير في بوستاكا سيبتا شبكة التنمية المستدامة. حصلت على تمويل من صندوق التبرع الإبداعي التابع لدار اللغة والأدب لإجراء بحث عن محمد صالح بن عبد الكريم. أدت الدراسة إلى كتاب النواوي عام 1988 بعنوان «القائد صالح سيلامبانج ميراه» (بالملايوية: Panglima Saleh Selampang Merah)‏ والتي تحكي قصة كفاح القائد جنبًا إلى جنب مع القرويين ضد الأنشطة الشيوعية وطغيان جيش الشعب الماليزي المناهض لليابان ‏ في عام 1945 في باتو باهات ‏.
منذ عام 1988 حتى عام 1995، كانت رئيسة تحرير مجلة تيمانج، التي نشرها المجلس الوطني للسكان وتنمية الأسرة التابع لوزارة المرأة والأسرة وتنمية المجتمع.
كتبت نواوي رواية أنجيراه عام 1995 وتعد الرواية التاريخية المكونة من 1351 صفحة هي الأطول في اللغة الماليزية وتتعلق بمعارضة اتحاد الملايو ومطالب الملايو بالاستقلال. وُصفت الرواية بأنها تحفة فنية، وحُولت إلى مسرحية. فازت نواوي بجائزة كتاب جنوب شرق آسيا عن ماليزيا عام 1996.
كان نواوي فنانًا ضيفًا على ديوان باهاسا دان بوستاكا في عامي 1997 و1998 حيث قام بإعداد العمل الإبداعي «عبور الطريق» (بالملايوية: Merentas Laluan)‏
خلال مسيرتها الكتابية، أنتجت نواوي العديد من الروايات للكبار، وروايات الأطفال، ومجموعات القصص القصيرة. استخدمت عددًا من الأسماء المستعارة طوال حياتها المهنية، بما في ذلك زهارة بنت حاج نواوي، آي إم، إيمان مورني، بينا موتيارا، زهني باتو باهات، زهني مالايا، وسوتيرا ديوانغا.
كانت روايتها «أشعة الضوء من خلال فجوات الأوراق» (بالملايوية: Jalur Sinar Di Celah Daun)‏ الصادرة عام 1981 نصًا مستخدمًا في المدارس للصفين الرابع والخامس لمدة سبع سنوات. فاز كتاب أطفالها "إيبي دان إيمي" بجائزة الكتاب الوطنية عام 1990 لأفضل كتاب أطفال غير مصور. كتبت نواوي سيرة حياة عزة عزيز عام 2001 وصدرت مجموعتها الشعرية الأولى بعنوان Warna & Waja عام 2003.
في عام 1993 بدأت في عقد ورش عمل في الكتابة وفي عام 1997 أسست «نادي كتاب زهارة نواوي» (بالملايوية: Kelab Penulis Zaharah Nawawi)‏، ومن بين الكتّاب الذين حضروا ورش عمل النواوي فيصل طهراني وستي ياسمينة إبراهيم.

## أعمال مختارة

### روايات:
- 1972 – «قبل انتهاء الربيع» (بالملايوية: Sebelum Berhujungnya Musim Bunga)‏
- 1984 – «أشعة الضوء من خلال فجوات الأوراق» (بالملايوية: Jalur Sinar Di Celah Daun)‏
- 1985 – «الساحل الأسود» (بالملايوية: Persisir Hitam)‏
- 1987 – «إلى الأعلى (» (بالملايوية: Menuju Ke Puncak)‏
- 1988 – «مرحبًا أدزي فرحة» (بالملايوية: Selamat Datang Adzie Farahah)‏
- 1988 – «القائد صالح سيلامبانج ميراه» (بالملايوية: Panglima Saleh Selampang Merah)‏
- 1995 – «أنجيراه» (بالملايوية: Anugerah)‏
- 2003 – «مأساة استسلام الحب» (بالملايوية: Cinta Penyerahan Tragedi)‏، (مكتوبة مع حميدة قمر الدين
- 2004 – «لقد ظل المطر» (بالملايوية: Hujan Sudah Teduh)‏
- 2004 – «حبيبتي» (بالملايوية: Haruman Kencana)‏
- 2007 – «أشعة الضوء من خلال فجوات الأوراق» (بالملايوية: Jalur Sinar Di Celah Daun)‏
- 2007 – «القمر والشمس» (بالملايوية: Bulan dan Mentari)‏

### كتب أطفال:
- 1988 – «إيبي وإيمي» (بالملايوية: Ebe dan Eme)‏
- 1993 – «الأبطال والحظ» (ثلاث سلاسل) (بالملايوية: Wira dan Tuah)‏
  - – «أين الأبطال؟» {{لغة-ملايوية|Ke Mana Wira
  - –  «البحث عن المطر الذهبي» (بالملايوية: Mencari Hujan Emas)‏
  - –  «الطفل البطل الجدير بالتقدير» (بالملايوية: Wira Anak Berjasa)‏
- –  «كمبيوتر جديد لأمي» (مجموعة قصصية) (بالملايوية: Komputer Baru Untuk Mama)‏

### سير ذاتية وسيرة حياة الكاتب بقلمه:
- 2001 –  «عزة عزيز: كارتيكا في سماء الفن» (بالملايوية: Azah Aziz: Kartika di langit seni)‏
- –  «عبور المسار» (بالملايوية: Merentas Laluan)‏
- –  «محور» (بالملايوية: Paksi)‏

## جوائز
- جائزة كتاب جنوب شرق آسيا (1996)
- جائزة جوهر دار التعظيم الأدبية (1999)
- جائزة جوهور للفنان الأدبي (1999)

## الوفاة
توفيت زهرة في 31 آيار/مايو 2022 في مستشفى KPJ روانج التخصصي في روانج، وتفيد التقارير أن سبب وفاتها هو سرطان الجلد. دُفنت في المقبرة الإسلامية رقم 22 لجامعة القديس يوسف في سوبانج جايا.